# Praia da Vitória
Praia da Vitória is een stad en gemeente in het Portugese autonome gebied en eilandengroep Azoren op het eiland Terceira.
De gemeente heeft een totale oppervlakte van 161 km² en telde 20.252 inwoners in 2001.
De stad telde 6200 inwoners.

## Plaatsen in de gemeente
- Agualva
- Biscoitos
- Cabo da Praia
- Fonte do Bastardo
- Fontinhas
- Lajes
- Porto Martins
- Santa Cruz
- Quatro Ribeiras
- São Brás
- Vila Nova